# NGC 3148
Désignations
NGC 3148 est une étoile variable située dans la constellation de la Grande Ourse. Elle porte également la désignation d'étoile variable GM Ursae Majoris, ainsi que la désignation dans le catalogue Henry Draper de HD 88512.
L'astronome britannique John Herschel a enregistré la position de cette étoile le 17 février 1831.
NGC 3148 est une étoile variable de type Beta Lyrae, un type particulier d'étoile binaire à éclipses. Sa magnitude apparente varie de 6,66 à 6,94.
Note : la base de données Simbad identifie NGC 3148 à la galaxie PGC 29779 située à proximité. Comme c'est la seule source consultée à le faire, il est probable que ce soit une erreur.

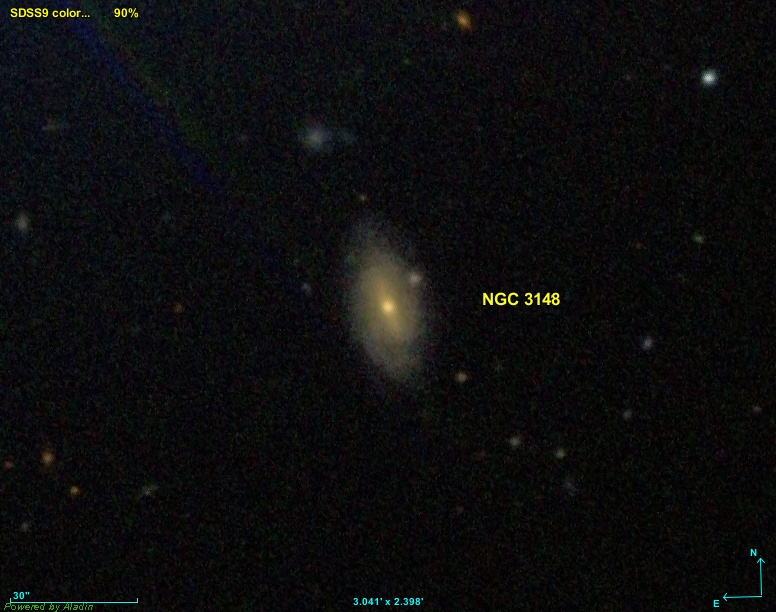
NGC 3148, selon Simbad et le programme Aladin. C'est probablement une erreur, car NGC 3148 est une étoile variable à éclipse.